# Steve Largent
Steven Michael Largent, detto Steve (Tulsa, 28 settembre 1954), è un ex giocatore di football americano e politico statunitense.
Largent è membro della Pro Football Hall of Fame ed ha servito come deputato nel Congresso americano nella Camera dei Rappresentanti per l'Oklahoma dal 1994 al 2002. Nel 2002 fu sconfitto per la carica di Governatore dell'Oklahoma in una gara a tre in cui era considerato il principale favorito.

## Carriera nel football
Malgrado una carriera da All-American alla University of Tulsa, Largent non fu scelto fino al quarto giro del Draft NFL 1976  dagli Houston Oilers (117ª scelta assoluta). Dopo quattro gare di pre-stagione, e dopo essere stato sul punto di essere svincolato, fu inviato ai Seattle Seahawks, un team di espansione, per una scelta dell'ottava giro del draft NFL 1977.

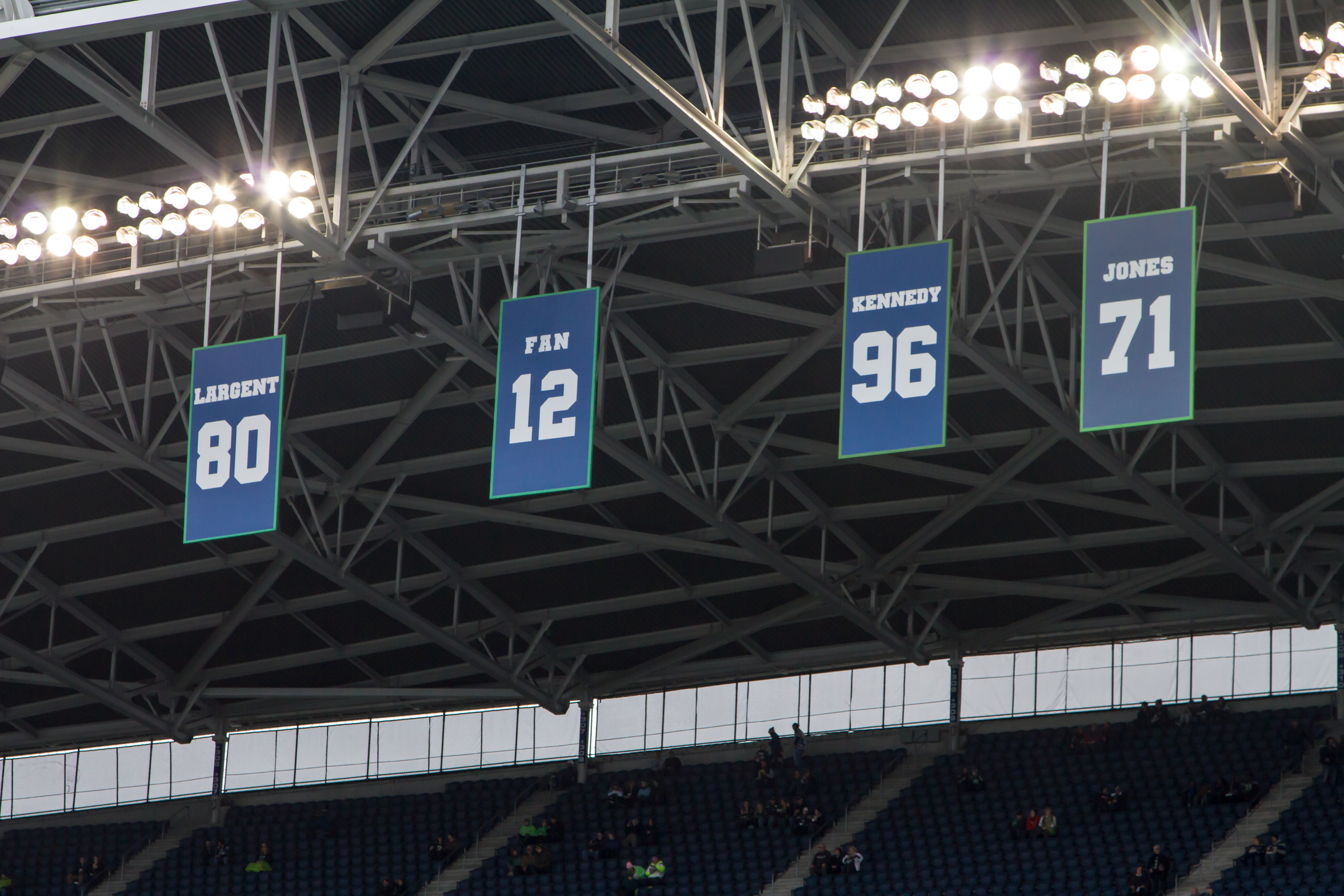
Il numero 80 di Largent ritirato al CenturyLink Field.

Largent trascorse tredici anni coi Seahawks, e, pur non essendo particolarmente veloce, era dotato di una salda presa. Fu scelto per partecipare al Pro Bowl sette volte, il primo Seahawk a guadagnarsi tale onore. Nel 1982, Largent, insieme al compagno di squadra Jim Zorn, terminò anzitempo la sua partecipazione allo sciopero dell'NFL, dopo la terza e ultima settimana, citando principi religiosi, precisamente Matteo 5:36–37, il quale affermava "la tua parola è il tuo vincolo" e che tutti i contratti dovevano essere onorati come con Dio.
Nel 1989, Steve Largent divenne il primo giocatore dei Seahawks a vincere il Premio Steve Largent Award per il suo spirito, impegno e integrità.
Quando Largent si ritirò, deteneva tutti i principali record della NFL nelle ricezioni, compresi: maggior numero di ricezioni in carriera (819), maggior numero di yard ricevute in carriera (13,089) e maggior numero di touchdown su ricezione (100), anche 15 delle sue prese, 261 delle yard e 3 dei suoi giocatori avvennero contro giocatori di riserva, sempre per i fatti dovuti allo sciopero del 1982. Era anche in possero dell'ex striscia record di 177 gare della stagione regolare consecutive con una ricezione.
Largent fu introdotto nella Pro Football Hall of Fame nel 1995. Nel 1999, fu classificato al numero 46 della lista di Sporting News dei migliori cento giocatori di football di tutti i tempi, l'unico Seahawk nella lista.
Il suo numero (80) fu ritirato nel 1992; Largent è stato il primo Seahawk ad esserne onorato (la squadra ha ritirato il numero 12 in onore dei tifosi, il “dodicesimo uomo”, il numero 71 per l'uomo della linea offensiva Walter Jones, il 5 dicembre 2010 e il numero 96 di Cortez Kennedy nel 2012.). Durante il periodo di Jerry Rice coi Seahawks nel 2004, il numero di Largent fu temporaneamente "non ritirato" dopo una conversazione tra Rice e Largent che fu inizialmente riportata dal presidente dei Seahawks Bob Whitsitt. Largent rimane il più prolifico ricevitore nella storia della franchigia. Il 26 ottobre 2008, anche il numero di Largent alla University of Tulsa (83) fu ritirato.

## Palmarès
- Convocazioni al Pro Bowl: 7

1978, 1979, 1981, 1984, 1985, 1986, 1987
- All-Pro: 5

1978, 1979, 1984, 1985, 1987
- Leader della NFL in yard ricevute: 2

1979, 1985
- PFWA All-Rookie Team - 1976
- Formazione ideale della NFL degli anni 1980
- Club delle 10.000 yard ricevute in carriera
- Walter Payton NFL Man of the Year Award (1988)
- Premio Uomo dell'anno Bart Starr (1988)
- Seattle Seahawks Ring of Honor
- Numero 80 ritirato dai Seattle Seahawks
- Numero 83 ritirato dai Tulsa Golden Hurricane
- Formazione ideale del 35º anniversario dei Seahawks
- 50 migliori giocatori del 50º anniversario dei Seahawks
- Formazione ideale del 100º anniversario della National Football League
- Pro Football Hall of Fame